# Звідки ти знаєш?
Звідки ти знаєш? (англ. How Do You Know?) — американська комедія 2010 року.

## Сюжет
Ліза ніколи не мріяла про сімейне життя. Вона вважає, що все це банальності і стереотипи. В житті у дівчини зовсім інші інтереси. Ліза талановитий гравець у софтбол і навіть має шанси зіграти за американську збірну. Але раптово все змінюється. Її виганяють з команди, а пізніше вона знайомиться з двома молодими хлопцями, Джоджем і Метті. Метті серйозно займається бейсболом. Але він звик цінувати людей тільки за їх зовнішність. У Джорджа не все так добре. Нещодавно його вигнали з роботи, кохана дівчина кинула його, а з батьком ніяк не виходить налагодити стосунки. Але Джордж дуже добрий і чесний чоловік. Тепер Ліза повинна вибрати, кого вона любить і з ким готова прожити все своє життя.

## У ролях
| Актор               | Роль            |
| ------------------- | --------------- |
| Різ Візерспун       | Ліза            |
| Оуен Вілсон         | Метті           |
| Пол Радд            | Джордж          |
| Джек Ніколсон       | Чарльз          |
| Кетрін Ган          | Енні            |
| Дін Норріс          | Том             |
| Доменік Ломбардоцці | Буллпен Пітчер  |
| Марк Лінн-Бейкер    | Рон             |
| Ленні Веніто        | Аль             |
| Моллі Прайс         | тренер Саллі    |
| Рон Макларті        | адвокат Джорджа |
| Шеллі Конн          | Террі           |